# Сайрус Ітон
Са́йрус І́тон — (англ. Cyrus Stephen Eaton; 27 грудня 1883 — 9 травня 1979) канадець за походженням, інвестиційний банкір, бізнесмен і меценат у Сполучених Штатах, кар'єра якого тривала сімдесят років, переважно як громадського діяча в США.
Протягом десятиліть однією з найвпливовіших в категорії фінансистів на американському Середньому Заході, фігура Сайруса Ітона була барвистою і часто суперечливою фігурою. Він був в переважно відомий за його тривалу діяльність в сфері бізнесу, за свою незгоду з домінуванням східних фінансистів в Америці того часу, за його іноді безжальні фінансові маніпуляції, а також за його відкриту критику холодної війни в Америці та балансування на межі війни. Він профінансував і допоміг організувати першу Пагвошську конференцію за мир у всьому світі, в 1955 році.

## Молоді роки
Сайрус Ітон народився на фермі поблизу села Пагвош в окрузі Камберленд, Нова Шотландія, Канада, в 1883 році. Коріння сім'ї Сайруса Ітона може бути простеженим до Джона Ітона, фермера англійського пуританина, який покинув Ворикшир, Велика Британія, і прибув у колонію Массачусетс близько 1640. Девід Ітон, прямий нащадок Джона, покинув Коннектикут в 1761 році і приєднатися до так званих плантаторів Нової Англії, які відповіли на виклик повторного заповнення сільгоспугідь в англійській колонії Нова Шотландія незаселених з моменту вигнання Акадських французів. З боку матері Сайрус був нащадком Макферсонсів, які були лоялістами Сполученого Королівства, і вирішили залишити Нову Англію після американської революції на користь невизначеного майбутнього в боротьбі за північні колонії.
Сайрус був народжений на хуторі біля села Пагвош, Нова Шотландія, де його батько, Джозеф Хоув Ітон, мав пиломатеріальний холдинг та невеликий бакалійний магазин.

## Освіта і юне життя
Сайрус Ітон полишив Нову Шотландію у шістнадцять років для навчання у Вудстоку в коледжі, що в провінції Онтаріо, перед цим пройшовши підготовчу школа для навчання в Макмастерському університеті, який потім був розташований у Торонто. Маючи намір слідувати амбіціям своєї матері, він став баптистським проповідником і вступив до МакМастеру в 1901 році, де зосередився на філософії і фінансах, і отримав ступінь бакалавра мистецтв у 1905 році.

## Підприємницька діяльність
У 1913 прийняв громадянство США, почав активну підприємницьку діяльність. Після 2-ї світової війни 1939-45 рр. був одним із впливових керівників Клівлендської фінансової групи. На початку 1950-х рр. став брати діяльну участь у громадському житті країни. Неодноразово виступав за розрядку міжнародної напруженості і здійснення принципів мирного співіснування.
Ініціатор скликання так званої Пагвошської конференції видатних учених і громадських діячів світу. Лауреат Міжнародної Ленінської премії «За зміцнення миру між народами» (1960).